# Malý Svatobernardský průsmyk
Malý Svatobernardský průsmyk (francouzsky Col du Petit Saint-Bernard; italsky Colle del Piccolo San Bernardo, německy Kleiner Sankt Bernhard) je průsmyk v Grajských Alpách vysoký 2188 m n. m., který spojuje údolí řeky Isère ve francouzském departementu Savojsko s údolím Aosta. Silnici v průsmyku nechal postavit Napoleon III.
Na vrcholu průsmyku probíhá hranice mezi Francií a Itálií. Po vyhlášení války Itálií Francii 10. června 1940 během druhé světové války došlo v okolí průsmyku k ozbrojeným konfliktům, při nichž jen na italské straně zahynulo 600 lidí.

## Historie
Na rozvodí leží prehistorický kamenný kruh na Malém Svatobernardském průsmyku.
Malý Bernard je jednou z několika možností Hannibalova pochodu přes Alpy.
Na francouzské straně se těsně před vrcholem průsmyku nachází kamenný monolit. Kdysi na něm stála socha římského boha Jupitera, nyní socha křesťanského svatého Bernarda z Menthonu. Na průsmyku prý založil hospic, z něhož zbyla jen zřícenina.
Novou budovu hospice zřídil řád rytířů svatého Mauricia a svatého Lazara. Známým správcem hospice byl Pierre Chanoux, k němuž se váže zahrada alpských rostlin Chanousia na průsmykové cestě.
Za druhé světové války se na vrcholu průsmyku odehrály těžké boje během bitvy o Západní Alpy. Budova hospice a botanická zahrada byly zničeny.
Malý Svatobernardský průsmyk byl na programu Tour de France zatím čtyřikrát: v letech 1949, 1959, 1963[4] a 2009.

## Hranice
Malý Svatobernardský průsmyk tvoří přirozenou (a odvěkou) hranici mezi Savojskem a údolím Valle d'Aosta podél rozvodí potoka Reclus a řeky Doire du Verney. Tato linie představuje přesně osu symetrie cromlec'h a až do roku 1715 označovala obecní hranici mezi Séez a La Thuile.
V roce 1715, v důsledku epidemie, která zachvátila Savojsko, postavili pastýři z La Thuile na západě průsmyku, poblíž hospice, hygienickou bariéru. Chráněné území de facto anektovali. V roce 1725 byl vydán rozsudek, který jen částečně obnovil původní situaci: Savojcům byla vrácena pouze polovina území "zabaveného" Valdôtainům.
Během revoluce Francie anektovala celou náhorní plošinu a po Vídeňské konferenci v roce 1815 se situace vrátila k předchozímu stavu.
Když Napoleon III. v roce 1860 politicky anektoval Savojsko, dohodl se s nově vzniklou Itálií na rozšíření hranice za hospic ve prospěch italského království (hranice se rozšířila o jakýsi pseudopod, který zahrnoval hospic a jeho hospodářské budovy). V letech 1864 až 1867 nechal postavit silnici k průsmyku.
Po druhé světové válce Pařížská smlouva podepsaná v roce 1947 stanovila návrat k původnímu rozdělení. Topografická komise pověřená provedením smlouvy se však dopustila chyby, když posunula hranici na Colonne de Joux. Obec Séez protestovala a nakonec došlo k opravě: hranice vede po polovině osy kromlechu a pak se spojuje s vrcholem hory Belvedere (když předtím procházela mírně východně od ní).

## dostupnost
Z Bourg-Saint-Maurice na jihozápad vede 26,5 km dlouhá silnice na Col du Petit Saint-Bernard. Na této vzdálenosti je stoupání 1 348 m (4 423 stop) (průměrný sklon 5,1 %), přičemž nejstrmější úseky mají na začátku stoupání sklon 8,1 %. Prvních 15,5 km do La Rosière tvoří stoupání Montée d'Hauteville.
Z Pré-Saint-Didier (v oblasti údolí Aosta v severozápadní Itálii) je vrchol průsmyku vzdálen 23,5 km (14,6 mil). Na této vzdálenosti je stoupání 1 184 m (3 885 stop) (průměrný sklon 5 %).

## Galerie

La Thuille, Route kl. San. Bernhard. Historický letecký snímek Wernera Friedliho (1957).
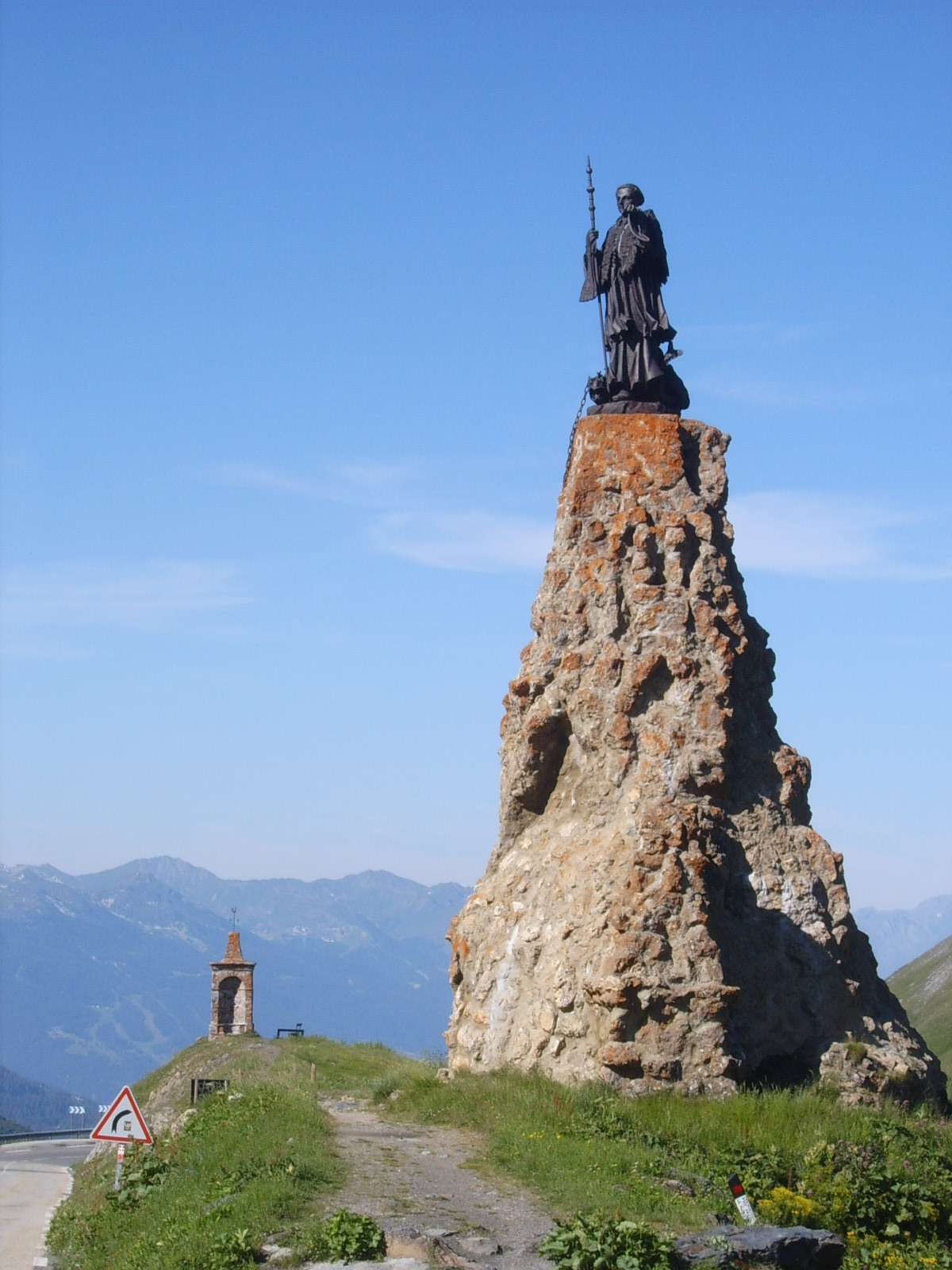
socha svatého Bernarda z Menthonu
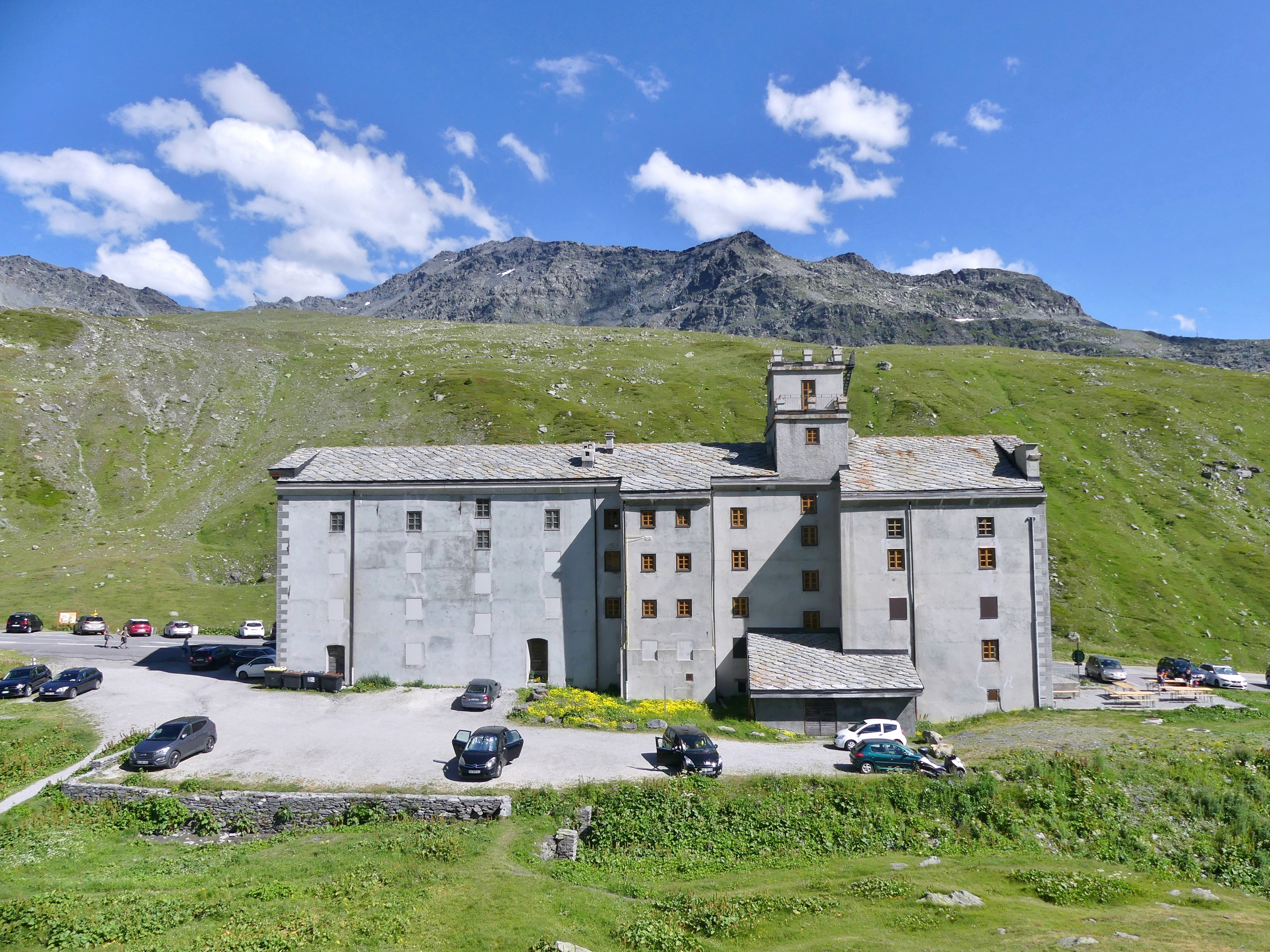
Hospic
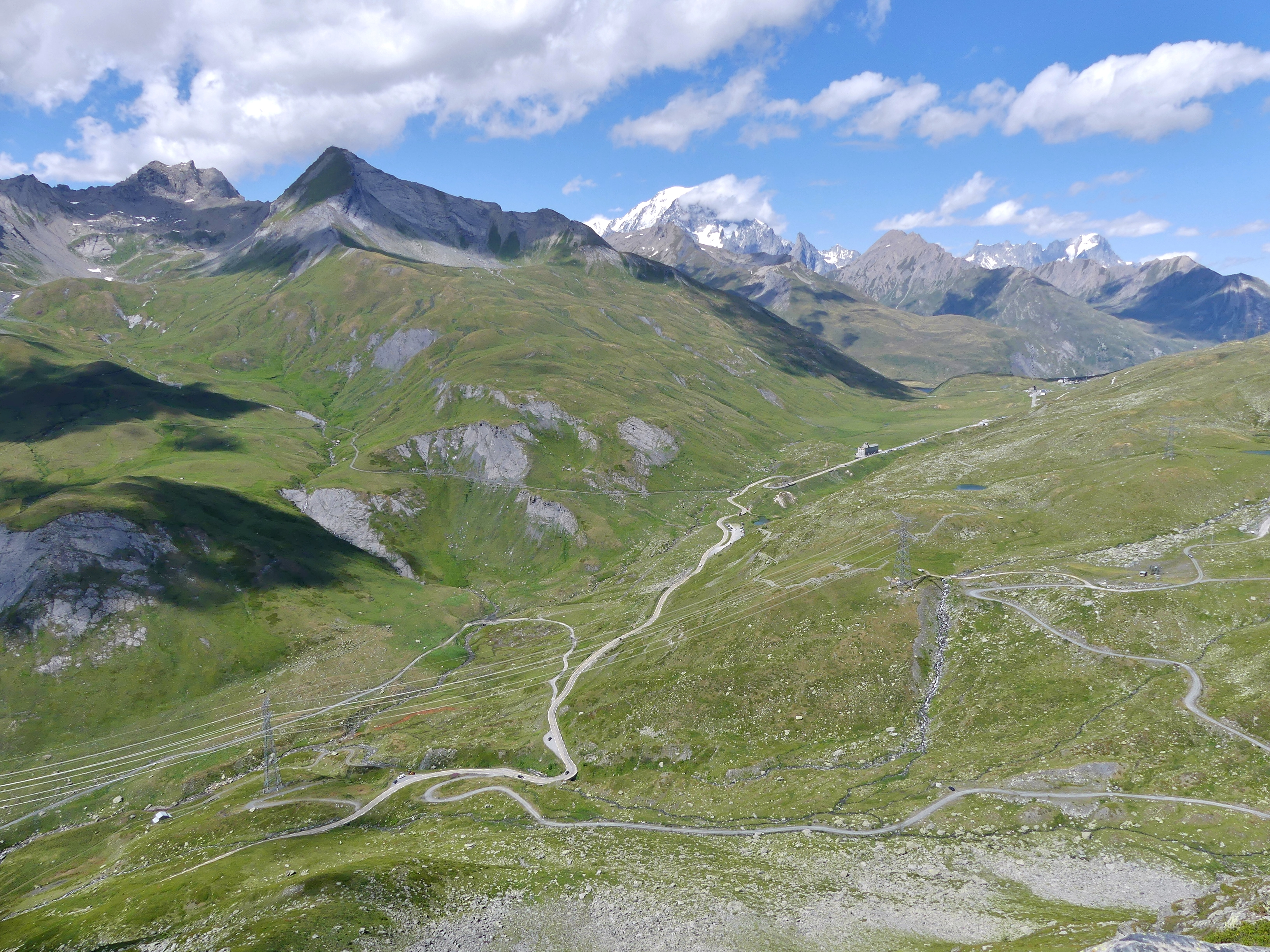
průsmyk v létě 2019
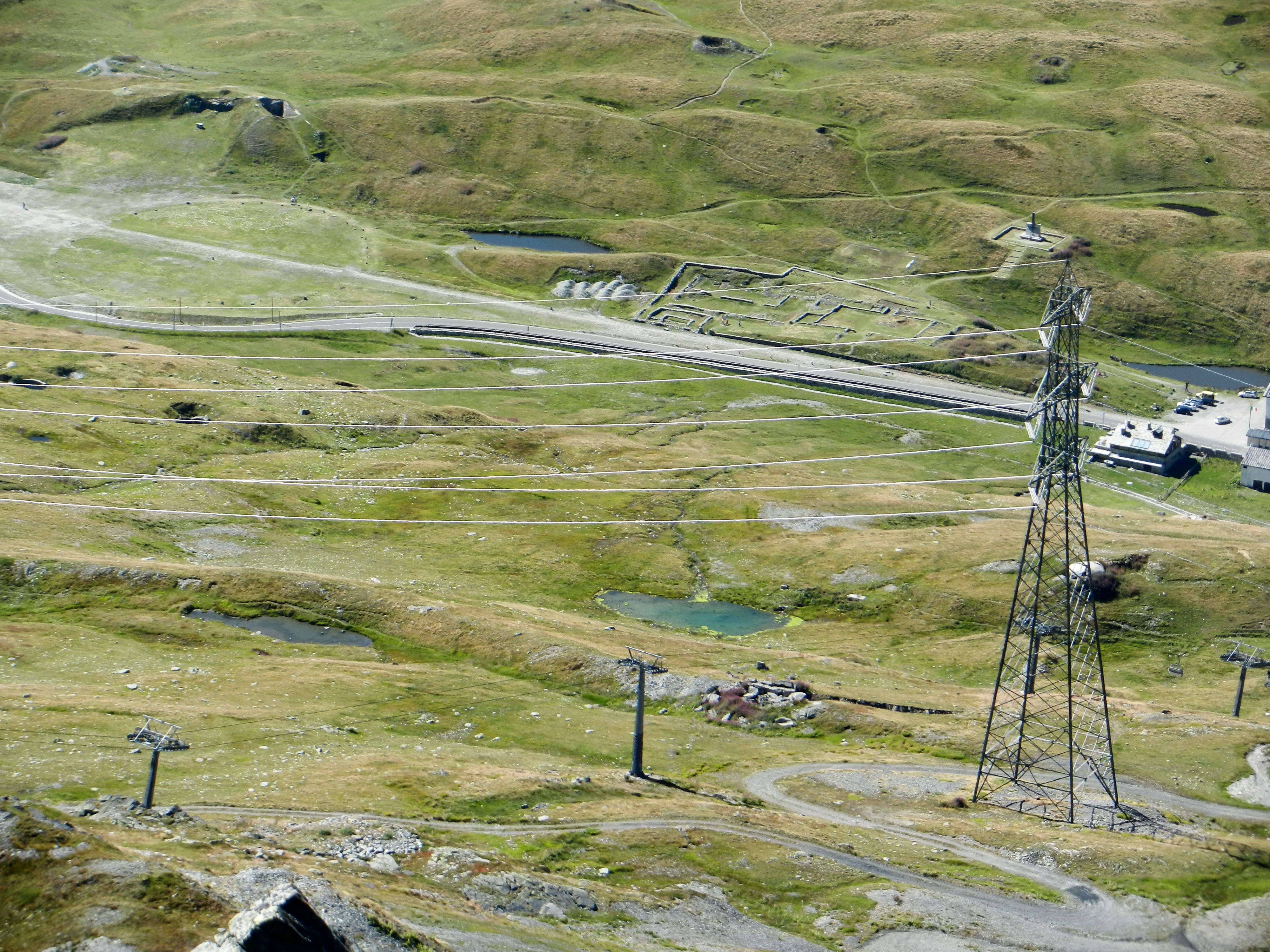
kamenný kruh na Malém Svatobernardském průsmyku.